# Klaus Walleitner
Klaus Walleitner (* 12. September 1947 in München; † 1. September 2014 in Augsburg) war ein deutscher Fußballspieler.

## Karriere
Vom sechzehnten bis neunzehnten Lebensjahr spielte Walleitner für den TSV 1860 Rosenheim. 1966 erhielt er einen Lizenzspielervertrag beim FC Bayern München, für den als Mittelfeldspieler in zwei Bundesliga-Spielzeiten lediglich in seiner ersten zu zwei Spielen kam. Sein Debüt gab er am 3. September 1966 (3. Spieltag) beim 0:0-Unentschieden im Heimspiel gegen Hannover 96.
Nach nur einer Saison beim TSV Haar, dem Verein aus dem gleichnamigen Ort östlich von München, wechselte er zu Tasmania Berlin, für den er als Abwehrspieler von 1969 bis 1973 in der Regionalliga Berlin aktiv war.
1973 kehrte er in die Bundesliga zurück und wechselte nach nur zwei Spielen für Hertha BSC in der laufenden Saison zum FC Augsburg in die Regionalliga Süd. Walleitner bestritt alle acht Spiele – bei einem Tor – in der Aufstiegsrunde zur Bundesliga, in der der Verein nur knapp an Tennis Borussia Berlin scheiterte. 1974 war er mit seinem Verein Gründungsmitglied der neu geschaffenen Zweigleisigen 2. Bundesliga. In der Staffel Süd bestritt er in den folgenden zwei Spielzeiten 62 Punktspiele, in denen er acht Tore erzielte, und fünf Vereinspokalspiele. Beim Augsburger TSV Firnhaberau ließ Walleitner seine Karriere in den 1980er-Jahren ausklingen.

## Erfolge
- Europapokalsieger der Pokalsieger 1967(ohne Einsatz)
- DFB-Pokal-Sieger 1967 (ohne Einsatz)
- Berliner Pokalsieger 1970 und 1971(mit Tasmania Berlin)
- Meister der Regionalliga Süd 1974 (mit dem FC Augsburg)

## Sonstiges
Am 1. September 2014 verstarb Walleitner nach kurzer schwerer Krankheit in Augsburg.